# Psilodens
Psilodens is een geslacht van schildvoetigen uit de  familie van de Limifossoridae.

## Soorten
- Psilodens balduri N. T. Mikkelsen & Todt, 2014
- Psilodens elongatus (Salvini-Plawen, 1972)
- Psilodens tenuis Salvini-Plawen, 1977